# Ann Linde
Ann Christin Linde, född 4 december 1961 i Gustav Adolfs församling i Helsingborg, är en svensk politiker för Socialdemokraterna. Hon var Sveriges utrikesminister 2019–2022. Under kalenderåret 2021 var hon ordförande för OSSE, organisationen för säkerhet och samarbete i Europa.
Från 2016 till 2019 var hon EU- och handelsminister i regeringen Löfven I. Tidigare har hon arbetat som statssekreterare hos inrikesminister Anders Ygeman på Justitiedepartementet. I februari 2023 meddelades att hon fått ett nytt uppdrag som rådgivare hos Apple. Sedan november 2023 är Ann Linde Foreign Affairs Special Advisor på de europeiska socialdemokraternas tankesmedja FEPS 

## Karriär
Linde har studerat statsvetenskap, sociologi och nationalekonomi vid Stockholms universitet. År 1994 avlade hon filosofie kandidatexamen i statsvetenskap.
Under hela 1990-talet arbetade hon på Regeringskansliet, bland annat som departementssekreterare på Civildepartementet och som politiskt sakkunnig hos EU- och handelsminister Mats Hellström på Utrikesdepartementet och hos försvarsminister Björn von Sydow på Försvarsdepartementet.
Linde var 2013–2014 chef för den internationella avdelningen vid Europeiska socialdemokratiska partiet i Bryssel, en paraplyorganisation för alla socialdemokratiska partier i EU. Hon har tidigare varit internationell sekreterare vid Socialdemokratiska partiet i Sverige från 2000 till 2013. Under samma period satt hon i styrelsen för Olof Palmes Internationella Center, sista tiden som vice ordförande.
Från 25 maj 2016 till 21 januari 2019 var Linde EU- och handelsminister i regeringen Löfven I.
Som statssekreterare på Justitiedepartementet var hon en av de första i Regeringskansliet som fick del av informationen från Säkerhetspolisen om att Transportstyrelsen i samband med en upphandling tillgängliggjort känslig information för personal från utlandet som inte var säkerhetskontrollerade. När detta kom ut i media sommaren 2017 ledde det till hård kritik från den borgerliga oppositionen och Sverigedemokraterna samt efter nya uppgifter och avslöjanden slutligen även en regeringsombildning (men inom ramen för samma regeringskoalition som tidigare, det vill säga Socialdemokraterna och Miljöpartiet).
I augusti 2021 anmäldes Ann Linde till KU efter att ha lurats att delta i ett telefonsamtal med två ryska busringare.
I februari 2023 meddelades att hon fått ett nytt uppdrag som rådgivare hos Apple.

## Utrikespolitiska ställningstaganden

### Ordförandeskap för OSSE 2021
Vid OSSE:s ministerrådsmöte i Bratislava, 5–6 december 2019, beslutade de 57 deltagande staterna enhälligt att Sverige och Ann Linde skulle ta över rollen som ordförande i OSSE, Organisationen för säkerhet och samarbete i Europa 2021. Organisationens uppdrag är att stärka förtroende och samarbete mellan deltagarstaterna i syfte att förebygga konflikter men också verka för konfliktlösning i de fall då kriser uppstått. 
Linde har framhållit organisationens betydelse för att säkerställa fred och trygghet genom att medlemsstaterna kan utkräva ansvar gentemot varandra, men också möjligheten att bidra till konfliktlösning i bland annat Nagorno-Karabach, Ukraina, Moldavien, Georgien och Belarus. Det är andra gången Sverige håller ordförandeskapet för OSSE. Under 1993 var den moderata utrikesministern Margaretha af Ugglas ordförande för organisationen.

### Israel och Palestina
Linde har i media beskrivits som Palestinavän. Hon fick 2011 utmärkelsen "årets Palestinavän" av Palestinska föreningen. Hon har sagt att hon står bakom regeringens erkännande av Palestina år 2014. När hon tillträdde som utrikesminister uttryckte Linde en vilja till förbättrade relationer till Israel. I oktober 2021 besökte hon Israel, som den första svenska utrikesministern på tio år. Linde har uttryckt att Israel självklart ska ha rätt till säkra och erkända gränser. Samtidigt har hon kritiserat israeliska planer på annektering av delar av Västbanken.

### Säkerhetspolitik, alliansfrihet och Nato-medlemskap
Ann Linde förespråkade som utrikesminister svenskt samarbete med bland annat Nato och ett tätt samarbete med Finland. Hon menar att alliansfriheten länge tjänade Sverige väl. År 2022 hörde hon dock till de ledande socialdemokratiska politiker som efter Rysslands angrepp mot Ukraina ändrade uppfattning om Nato och började förespråka ett svenskt medlemskap, och hon var sedan den som skrev under Sveriges Nato-ansökan den 17 maj 2022.

### Belarus
Linde har arbetat för en demokratisering av Belarus sedan början av 2000-talet. Som internationell sekreterare var hon delaktig i kampanjen StopLuka för ett fritt Belarus år 2000, samt arrangerade en visning av Lukas Modysons film Lilja 4-ever i Belarus år 2003.
Den 25 november 2019 skrev Linde en debattartikel om att Utrikesdepartementet skulle byta benämning från Vitryssland till Belarus. Som utrikesminister har Linde stöttat EU-sanktioner mot Belarus, med hänvisning till bristande demokratiska processer. I november 2020 träffade Ann Linde den belarusiska oppositionsledaren Svetlana Tichanovskaja.

### Fördömande av Turkiets attack mot nordöstra Syrien
Ann Linde har fördömt Turkiets attack mot nordöstra Syrien 2019. På möte med EU:s utrikesministrar 15 oktober 2019 drev Linde på för att EU-länder skulle stoppa vapenexport till Turkiet. I oktober 2020 genomförde Linde ett besök till Ankara för att träffa den politiska oppositionen och den turkiske utrikesministern Mevlüt Çavuşoğlu. Under en presskonferens mellan Linde och Çavuşoğlu anklagades den svenska utrikesministern av sin turkiske motpart att stötta kurdiska militanta grupper och uppmanades avstå från att uppmana Turkiet att avsluta sin militära intervention i nordöstra Syrien. Ann Linde svarade då: ”Jag är din gäst. Jag vill inte debattera med dig. Men jag önskar att alla i Turkiet får möjligheten att uttrycka sina åsikter lika öppet som du gör här.” 

### Demokratiarbete
Utrikesdepartementets demokratisatsning lanserades i utrikesdeklarationen 2019, som ett svar på att demokratin var på tillbakagång i världen. I en debattartikel från 2020 menade Ann Linde att Sverige hade ett särskilt ansvar för att stå upp för demokratin i världen. Hon argumenterade också för att socio-ekonomiska klyftor och stöd för auktoritära ledare hänger ihop.
Som en del av demokratisatsningen aviserade Linde i februari 2021 att Utrikesdepartementet skulle stärka stödet för fackligt aktiva i världen, bland annat genom att utse pilotambassader och genomföra utbildningsinsatser i utrikesförvaltningen.

### Feministisk utrikespolitik
Ann Linde menar att hon alltid varit feminist. Som utrikesminister har Linde drivit på för bland annat rätten till sexuell och reproduktiv hälsa och att inkludera kvinnor i fredsprocesser. I maj 2020 skrev Ann tillsammans med sin spanska utrikesministerkollega Arancha González att världens respons mot covid-19 också måste ta hänsyn till genus, de menade att kvinnor drabbas särskilt hårt.
Som handelsminister lanserade Linde en "feministisk handelspolitik" under 2019, handelspolitiken behövde jämställdhetsintegreras menade hon.

### EU
I utrikesdeklarationen 2020 sade utrikesminister Ann Linde att ”EU är vår viktigaste utrikes- och säkerhetspolitiska arena”.
Ann Linde var engagerad för att få Socialdemokraterna att vara positiva till ett medlemskap i EU på 1990-talet.

## Utmärkelser
- Storkorset av Isabella den katolskas orden,  2021[33]

[Redigera Wikidata]

## Privatliv
Ann Linde är sedan 1989 gift med Mats Erikson (född 1957). De har två barn.